# Sofia Frederica de Mecklenburg-Schwerin
Sofia Frederica de Mecklenburg-Schwerin (en alemany Sophie Friederike von Mecklenburg-Schwerin) va néixer a Schwerin el 24 d'agost de 1758 i va morir al palau de Sorgenfri, a Copenhaguen, el 29 de novembre de 1794. Era filla del príncep Lluís de Mecklenburg-Schwerin (1725-1778) i de la duquessa Carlota Sofia de Saxònia-Coburg Saafeld (1731-1810).

## Matrimoni i fills
El 21 d'octubre de 1774 es va casar amb el príncep Frederic de Dinamarca (1753-1805), fill del rei Frederic V de Dinamarca i de la seva segona dona Juliana Maria de Brunswick-Wolfenbüttel. El príncep va ser regent del regne entre els anys 1772 i 1784 per la incapacitat manifesta del seu germanastre Cristian VII. El matrimoni va tenir cinc fills:
- Juliana Maria (1784-1784)
- Cristià VIII de Dinamarca (1786-1848) casat amb Carlota de Mecklenburg-Schwerin.
- Juliana Sofia (1788-1850), casada amb el landgravi Guillem de Hessen-Philippsthal
- Lluïsa Carlota (1789-1864), casada amb Guillem de Hessen-Kassel (1787-1867).
- Frederic (1792-1863)